# Gran Premio motociclistico di Catalogna 2015
Il Gran Premio motociclistico di Catalogna 2015 è stato la settima prova del motomondiale del 2015, disputato il 14 giugno sul circuito di Catalogna.
Le vittorie sono andate a: Danny Kent in Moto3, Johann Zarco in Moto2 e Jorge Lorenzo in MotoGP.

## MotoGP

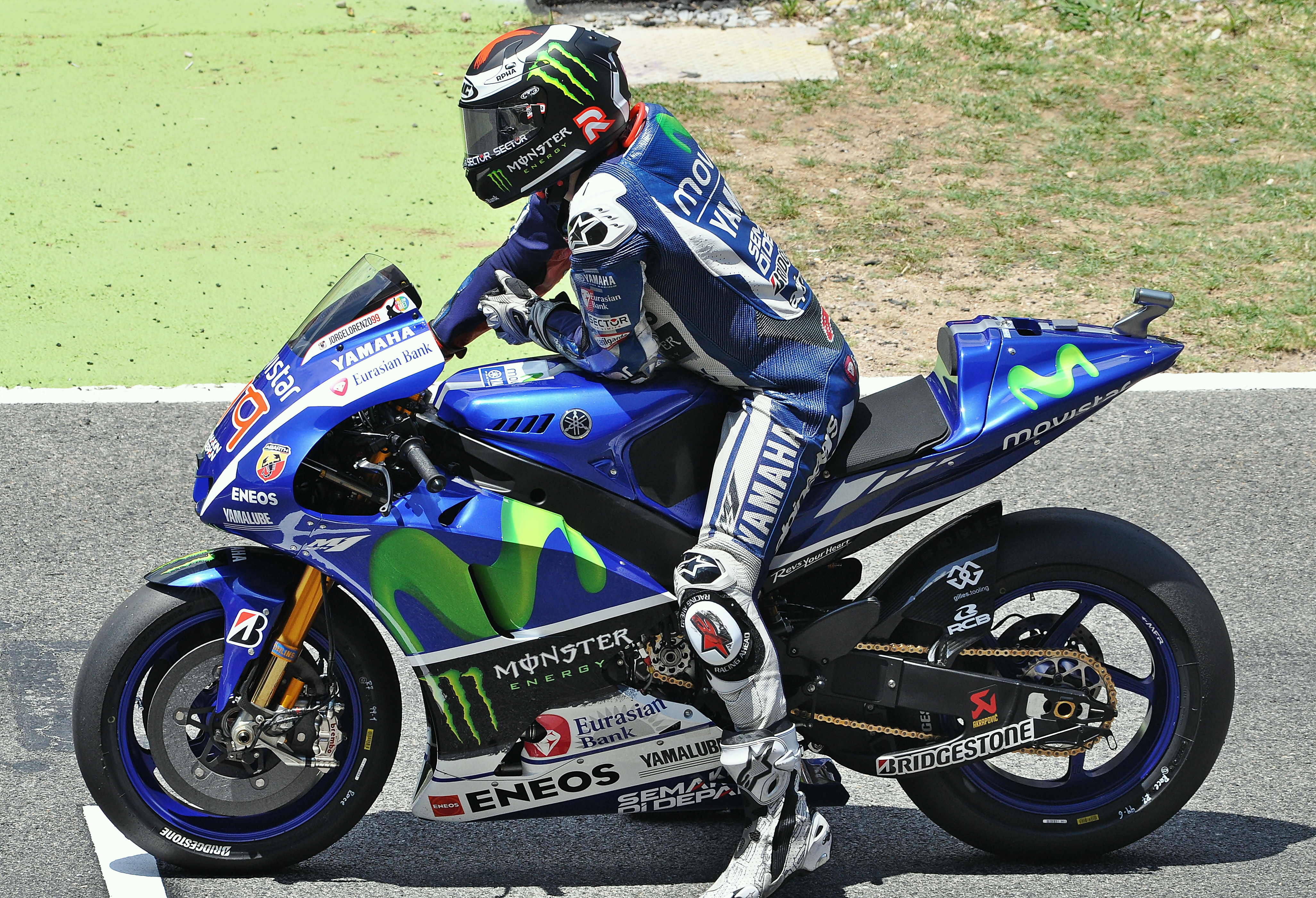
Jorge Lorenzo, vincitore del Gran Premio motociclistico di Catalogna 2015

Dopo che le prime due posizioni della griglia di partenza erano state appannaggio delle due Suzuki ufficiali di Aleix Espargaró e Maverick Viñales, al termine della corsa le prime due posizioni sono state occupate dalle Yamaha ufficiali di Jorge Lorenzo (al quarto successo consecutivo della stagione) e Valentino Rossi (che a questo punto della stagione resta in testa alla classifica iridata con un punto di vantaggio sul compagno di squadra), seguite dalla Honda di Daniel Pedrosa.
La prova è stata anche caratterizzata da diversi ritiri, sia per cadute in gara (tra cui quella di Marc Márquez a cui è restato peraltro il giro più veloce in gara) che per problemi tecnici, tanto che solo 16 piloti sono stati classificati.
La classifica vede:Rossi primo con 138 punti, secondo Lorenzo con 137 punti, terzo Iannone con 94 punti, quarto Dovizioso con 83 punti e quinto Márquez con 69 punti.

### Arrivati al traguardo
| Pos. | Nº | Pilota           | Squadra                     | Motocicletta       | Giri | Tempo     | Griglia | Punti |
| ---- | -- | ---------------- | --------------------------- | ------------------ | ---- | --------- | ------- | ----- |
| 1º   | 99 | Jorge Lorenzo    | Movistar Yamaha             | Yamaha YZR-M1      | 25   | 42'53.208 | 3º      | 25    |
| 2º   | 46 | Valentino Rossi  | Movistar Yamaha             | Yamaha YZR-M1      | 25   | +0.885    | 7º      | 20    |
| 3º   | 26 | Daniel Pedrosa   | Repsol Honda                | Honda RC213V       | 25   | +19.455   | 6º      | 16    |
| 4º   | 29 | Andrea Iannone   | Ducati Team                 | Ducati Desmosedici | 25   | +24.925   | 12º     | 13    |
| 5º   | 38 | Bradley Smith    | Monster Yamaha Tech 3       | Yamaha YZR-M1      | 25   | +27.782   | 8º      | 11    |
| 6º   | 25 | Maverick Viñales | Suzuki Ecstar               | Suzuki GSX-RR      | 25   | +29.559   | 2º      | 10    |
| 7º   | 45 | Scott Redding    | EG 0,0 Marc VDS             | Honda RC213V       | 25   | +36.424   | 14º     | 9     |
| 8º   | 6  | Stefan Bradl     | Athinà Forward Racing       | Yamaha Forward     | 25   | +42.103   | 15º     | 8     |
| 9º   | 9  | Danilo Petrucci  | Octo Pramac Racing          | Ducati Desmosedici | 25   | +49.350   | 16º     | 7     |
| 10º  | 19 | Álvaro Bautista  | Aprilia Racing Team Gresini | Aprilia RS-GP      | 25   | +52.569   | 20º     | 6     |
| 11º  | 43 | Jack Miller      | CWM LCR Honda               | Honda RC213V-RS    | 25   | +53.666   | 21º     | 5     |
| 12º  | 50 | Eugene Laverty   | Aspar Team                  | Honda RC213V-RS    | 25   | +55.765   | 22º     | 4     |
| 13º  | 76 | Loris Baz        | Athinà Forward Racing       | Yamaha Forward     | 25   | +55.832   | 19º     | 3     |
| 14º  | 63 | Mike Di Meglio   | Avintia Racing              | Ducati Desmosedici | 25   | +1'09.037 | 17º     | 2     |
| 15º  | 15 | Alex De Angelis  | E-Motion IodaRacing         | ART                | 25   | +1'25.263 | 23º     | 1     |
| 16º  | 8  | Héctor Barberá   | Avintia Racing              | Ducati Desmosedici | 24   | +1 giro   | 13º     |       |

### Ritirati
| Nº | Pilota           | Squadra                     | Motocicletta       | Giri | Griglia |
| -- | ---------------- | --------------------------- | ------------------ | ---- | ------- |
| 41 | Aleix Espargaró  | Suzuki Ecstar               | Suzuki GSX-RR      | 20   | 1º      |
| 69 | Nicky Hayden     | Aspar Team                  | Honda RC213V-RS    | 13   | 18º     |
| 33 | Marco Melandri   | Aprilia Racing Team Gresini | Aprilia RS-GP      | 6    | 24º     |
| 4  | Andrea Dovizioso | Ducati Team                 | Ducati Desmosedici | 6    | 5º      |
| 44 | Pol Espargaró    | Monster Yamaha Tech 3       | Yamaha YZR-M1      | 4    | 11º     |
| 93 | Marc Márquez     | Repsol Honda                | Honda RC213V       | 3    | 4º      |
| 35 | Cal Crutchlow    | CWM LCR Honda               | Honda RC213V       | 3    | 9º      |
| 68 | Yonny Hernández  | Octo Pramac Racing          | Ducati Desmosedici | 2    | 10º     |

### Non partito
| Nº | Pilota        | Squadra       | Motocicletta    | Griglia |
| -- | ------------- | ------------- | --------------- | ------- |
| 17 | Karel Abraham | AB Motoracing | Honda RC213V-RS | 25º     |

## Moto2

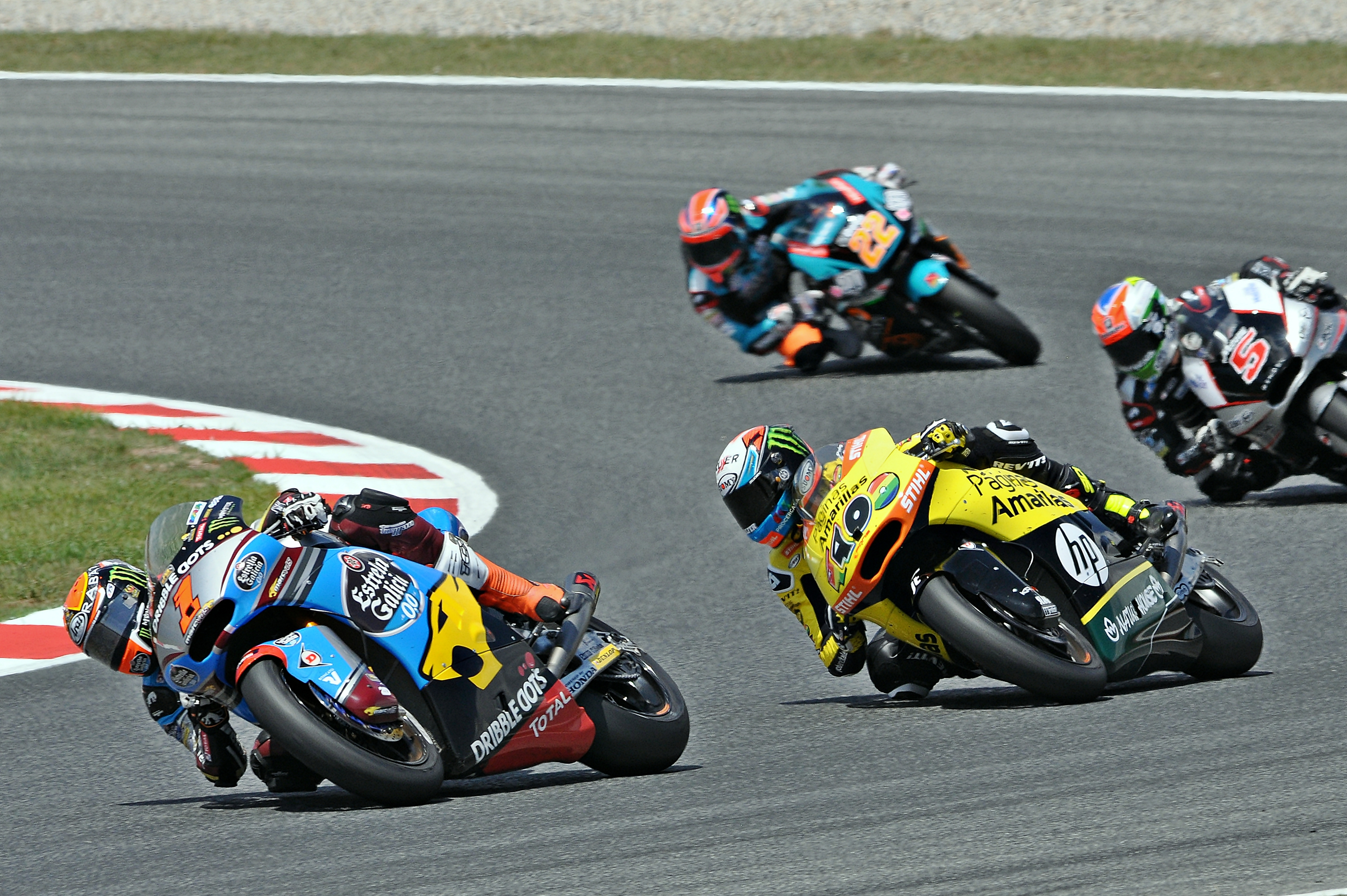
Una fase di gara della Moto2

Partito in pole position, il pilota francese Johann Zarco si è imposto anche al termine della gara, ottenendo il secondo successo stagionale e consolidando la prima posizione nella classifica mondiale.

### Arrivati al traguardo
| Pos. | Nº | Pilota              | Squadra                        | Motocicletta       | Giri | Tempo     | Griglia | Punti |
| ---- | -- | ------------------- | ------------------------------ | ------------------ | ---- | --------- | ------- | ----- |
| 1º   | 5  | Johann Zarco        | Ajo Motorsport                 | Kalex Moto2        | 23   | 41'15.487 | 1º      | 25    |
| 2º   | 40 | Álex Rins           | Paginas Amarillas HP 40        | Kalex Moto2        | 23   | +0.426    | 7º      | 20    |
| 3º   | 1  | Esteve Rabat        | EG 0,0 Marc VDS                | Kalex Moto2        | 23   | +1.115    | 3º      | 16    |
| 4º   | 22 | Sam Lowes           | Speed Up Racing                | Speed Up SF15      | 23   | +3.914    | 5º      | 13    |
| 5º   | 39 | Luis Salom          | Paginas Amarillas HP 40        | Kalex Moto2        | 23   | +7.080    | 6º      | 11    |
| 6º   | 12 | Thomas Lüthi        | Derendinger Racing Interwetten | Kalex Moto2        | 23   | +7.383    | 10º     | 10    |
| 7º   | 94 | Jonas Folger        | AGR Team                       | Kalex Moto2        | 23   | +8.839    | 2º      | 9     |
| 8º   | 21 | Franco Morbidelli   | Italtrans Racing               | Kalex Moto2        | 23   | +10.352   | 23º     | 8     |
| 9º   | 77 | Dominique Aegerter  | Technomag Racing Interwetten   | Kalex Moto2        | 23   | +10.638   | 4º      | 7     |
| 10º  | 7  | Lorenzo Baldassarri | Athinà Forward Racing          | Kalex Moto2        | 23   | +10.730   | 13º     | 6     |
| 11º  | 73 | Álex Márquez        | EG 0,0 Marc VDS                | Kalex Moto2        | 23   | +11.052   | 12º     | 5     |
| 12º  | 36 | Mika Kallio         | Italtrans Racing               | Kalex Moto2        | 23   | +16.338   | 22º     | 4     |
| 13º  | 3  | Simone Corsi        | Athinà Forward Racing          | Kalex Moto2        | 23   | +16.649   | 8º      | 3     |
| 14º  | 55 | Hafizh Syahrin      | Petronas Raceline Malaysia     | Kalex Moto2        | 23   | +19.584   | 19º     | 2     |
| 15º  | 60 | Julián Simón        | QMMF Racing                    | Speed Up SF15      | 23   | +19.657   | 15º     | 1     |
| 16º  | 23 | Marcel Schrötter    | Tech 3                         | Tech 3 Mistral 610 | 23   | +19.966   | 16º     |       |
| 17º  | 57 | Edgar Pons          | Paginas Amarillas HP 40        | Kalex Moto2        | 23   | +27.233   | 21º     |       |
| 18º  | 4  | Randy Krummenacher  | JIR Racing                     | Kalex Moto2        | 23   | +30.281   | 18º     |       |
| 19º  | 25 | Azlan Shah          | Idemitsu Honda Team Asia       | Kalex Moto2        | 23   | +30.344   | 17º     |       |
| 20º  | 30 | Takaaki Nakagami    | Idemitsu Honda Team Asia       | Kalex Moto2        | 23   | +39.906   | 25º     |       |
| 21º  | 66 | Florian Alt         | E-Motion IodaRacing            | Suter MMX2         | 23   | +43.463   | 28º     |       |
| 22º  | 95 | Anthony West        | QMMF Racing                    | Speed Up SF15      | 23   | +43.641   | 27º     |       |
| 23º  | 96 | Louis Rossi         | Tasca Racing                   | Tech 3 Mistral 610 | 23   | +44.849   | 26º     |       |
| 24º  | 2  | Jesko Raffin        | sports-millions-EMWE-SAG       | Kalex Moto2        | 23   | +48.202   | 31º     |       |
| 25º  | 10 | Thitipong Warokorn  | APH PTT The Pizza SAG          | Kalex Moto2        | 23   | +1'01.457 | 29º     |       |
| 26º  | 93 | Ramdan Rosli        | Petronas AHM Malaysia          | Kalex Moto2        | 23   | +1'07.876 | 32º     |       |

### Ritirati
| Nº | Pilota              | Squadra                      | Motocicletta       | Giri | Griglia |
| -- | ------------------- | ---------------------------- | ------------------ | ---- | ------- |
| 88 | Ricard Cardús       | Tech 3                       | Tech 3 Mistral 610 | 17   | 30º     |
| 15 | Ratthapark Wilairot | JPMoto Malaysia              | Suter MMX2         | 9    | 24º     |
| 70 | Robin Mulhauser     | Technomag Racing Interwetten | Kalex Moto2        | 7    | 20º     |
| 11 | Sandro Cortese      | Dynavolt Intact GP           | Kalex Moto2        | 0    | 9º      |
| 49 | Axel Pons           | AGR Team                     | Kalex Moto2        | 0    | 11º     |
| 19 | Xavier Siméon       | Federal Oil Gresini          | Kalex Moto2        | 0    | 14º     |

## Moto3

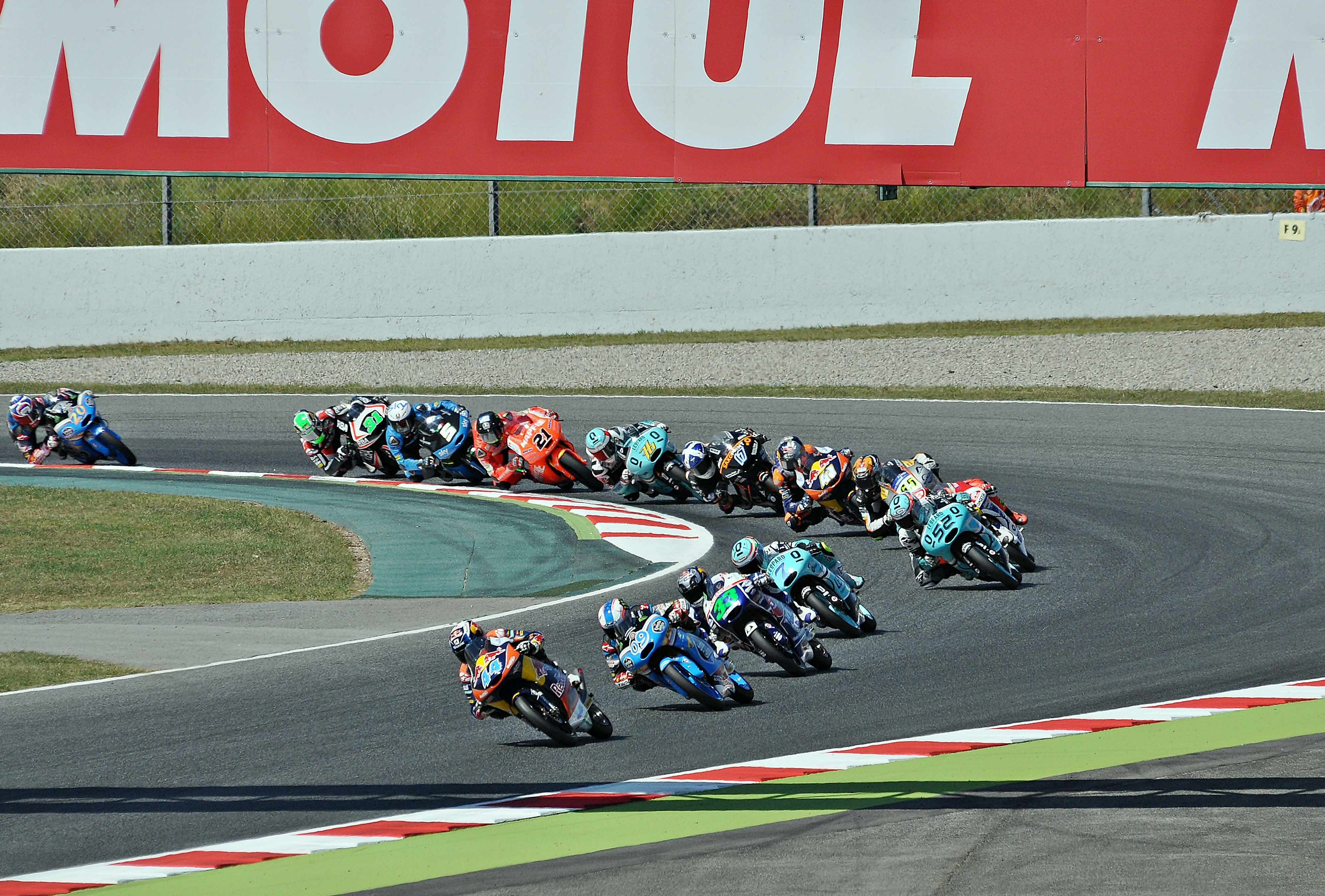
Una fase di gara della Moto3

Il successo della gara è andata al pilota britannico Danny Kent, giunto con questa alla quarta vittoria della stagione e nettamente in testa alla classifica iridata.

### Arrivati al traguardo
| Pos. | Nº | Pilota              | Squadra                    | Motocicletta        | Giri | Tempo     | Griglia | Punti |
| ---- | -- | ------------------- | -------------------------- | ------------------- | ---- | --------- | ------- | ----- |
| 1º   | 52 | Danny Kent          | Leopard Racing             | Honda NSF250R       | 22   | 40'59.419 | 2º      | 25    |
| 2º   | 33 | Enea Bastianini     | Gresini Racing             | Honda NSF250R       | 22   | +0.035    | 1º      | 20    |
| 3º   | 7  | Efrén Vázquez       | Leopard Racing             | Honda NSF250R       | 22   | +0.600    | 6º      | 16    |
| 4º   | 23 | Niccolò Antonelli   | Ongetta-Rivacold           | Honda NSF250R       | 22   | +0.687    | 4º      | 13    |
| 5º   | 44 | Miguel Oliveira     | Red Bull KTM Ajo           | KTM RC 250 GP       | 22   | +0.827    | 5º      | 11    |
| 6º   | 9  | Jorge Navarro       | Estrella Galicia 0,0       | Honda NSF250R       | 22   | +0.913    | 3º      | 10    |
| 7º   | 32 | Isaac Viñales       | Husqvarna Factory Laglisse | Husqvarna FR 250 GP | 22   | +8.871    | 20º     | 9     |
| 8º   | 5  | Romano Fenati       | SKY Racing Team VR46       | KTM RC 250 GP       | 22   | +8.917    | 13º     | 8     |
| 9º   | 41 | Brad Binder         | Red Bull KTM Ajo           | KTM RC 250 GP       | 22   | +11.068   | 18º     | 7     |
| 10º  | 65 | Philipp Öttl        | Schedl GP Racing           | KTM RC 250 GP       | 22   | +14.968   | 9º      | 6     |
| 11º  | 88 | Jorge Martín        | Mapfre Team Mahindra       | Mahindra MGP3O      | 22   | +16.596   | 15º     | 5     |
| 12º  | 55 | Andrea Locatelli    | Gresini Racing             | Honda NSF250R       | 22   | +17.340   | 19º     | 4     |
| 13º  | 31 | Niklas Ajo          | RBA Racing                 | KTM RC 250 GP       | 22   | +19.086   | 8º      | 3     |
| 14º  | 20 | Fabio Quartararo    | Estrella Galicia 0,0       | Honda NSF250R       | 22   | +19.320   | 7º      | 2     |
| 15ª  | 6  | María Herrera       | Husqvarna Factory Laglisse | Husqvarna FR 250 GP | 22   | +19.366   | 14ª     | 1     |
| 16º  | 95 | Jules Danilo        | Ongetta-Rivacold           | Honda NSF250R       | 22   | +22.257   | 22º     |       |
| 17º  | 19 | Alessandro Tonucci  | Outox Reset Drink          | Mahindra MGP3O      | 22   | +23.345   | 24º     |       |
| 18º  | 10 | Alexis Masbou       | SaxoPrint RTG              | Honda NSF250R       | 22   | +26.414   | 23º     |       |
| 19º  | 11 | Livio Loi           | RW Racing GP               | Honda NSF250R       | 22   | +27.080   | 29º     |       |
| 20º  | 21 | Francesco Bagnaia   | Mapfre Team Mahindra       | Mahindra MGP3O      | 22   | +36.956   | 17º     |       |
| 21º  | 12 | Matteo Ferrari      | San Carlo Team Italia      | Mahindra MGP3O      | 22   | +37.895   | 31º     |       |
| 22º  | 24 | Tatsuki Suzuki      | CIP                        | Mahindra MGP3O      | 22   | +37.946   | 28º     |       |
| 23ª  | 22 | Ana Carrasco        | RBA Racing                 | KTM RC 250 GP       | 22   | +38.088   | 34ª     |       |
| 24º  | 63 | Zulfahmi Khairuddin | Drive M7 SIC               | KTM RC 250 GP       | 22   | +53.346   | 33º     |       |
| 25º  | 2  | Remy Gardner        | CIP                        | Mahindra MGP3O      | 22   | +1'02.762 | 25º     |       |
| 26º  | 58 | Juanfran Guevara    | Mapfre Team Mahindra       | Mahindra MGP3O      | 22   | +1'16.487 | 16º     |       |
| 27º  | 29 | Stefano Manzi       | San Carlo Team Italia      | Mahindra MGP3O      | 21   | +1 giro   | 27º     |       |
| 28º  | 16 | Andrea Migno        | SKY Racing Team VR46       | KTM RC 250 GP       | 21   | +1 giro   | 21º     |       |

### Ritirati
| Nº | Pilota          | Squadra           | Motocicletta   | Giri | Griglia |
| -- | --------------- | ----------------- | -------------- | ---- | ------- |
| 98 | Karel Hanika    | Red Bull KTM Ajo  | KTM RC 250 GP  | 19   | 12º     |
| 40 | Darryn Binder   | Outox Reset Drink | Mahindra MGP3O | 17   | 30º     |
| 17 | John McPhee     | SaxoPrint RTG     | Honda NSF250R  | 9    | 11º     |
| 76 | Hiroki Ono      | Leopard Racing    | Honda NSF250R  | 6    | 10º     |
| 84 | Jakub Kornfeil  | Drive M7 SIC      | KTM RC 250 GP  | 0    | 26º     |
| 91 | Gabriel Rodrigo | RBA Racing        | KTM RC 250 GP  | 0    | 32º     |